# هانس دامس
هانس دامس (هلندی: Hans Daams؛ زادهٔ ۱۹ ژانویهٔ ۱۹۶۲) دوچرخه‌سوار اهل هلند است.